# Маврино (деревня, Москва)
Маврино — деревня в Троицком административном округе Москвы (до 1 июля 2012 года в составе Подольского района Московской области). Входит в состав поселения Клёновское.

## Население
| 1859 | 1890 | 1899 | 1926 | 2002 | 2006 | 2010 |
| ---- | ---- | ---- | ---- | ---- | ---- | ---- |
| 174  | ↗187 | ↘177 | ↗217 | ↘7   | ↘4   | ↗16  |

Согласно Всероссийской переписи, в 2002 году в деревне проживало 7 человек (3 мужчин и 4 женщины). По данным на 2005 год в деревне проживало 4 человека.

## География
Деревня Маврино расположена в юго-восточной части Троицкого административного округа, примерно в 55 км к юго-юго-западу от центра города Москвы. В 4 км северо-западнее деревни проходит Варшавское шоссе, в 15 км к востоку — Симферопольское шоссе М2, в 11 км к северо-востоку — Московское малое кольцо А107, в 4 км к югу — Большое кольцо Московской железной дороги.
К деревне приписано три садоводческих товарищества. Связана автобусным сообщением с городом Подольском. Ближайший населённый пункт — деревня Мешково.

## История
В «Списке населённых мест» 1862 года — владельческая деревня 1-го стана Подольского уезда Московской губернии по левую сторону Московско-Варшавского шоссе, из Подольска в Малоярославец, в 24 верстах от уездного города и 7 верстах от становой квартиры, при пруде и колодцах, с 35 дворами и 174 жителями (87 мужчин, 87 женщин).
По данным на 1899 год — деревня Клёновской волости Подольского уезда с 177 жителями, имелась земская школа.
В 1913 году — 38 дворов, земское училище.
По материалам Всесоюзной переписи населения 1926 года — центр Мавринского сельсовета Клёновской волости Подольского уезда в 4,3 км от Варшавского шоссе и 12,8 км от станции Столбовая Курской железной дороги, проживало 217 жителей (115 мужчин, 102 женщины), насчитывалось 44 хозяйства, из которых 43 крестьянских.
1929—1963, 1965—2012 гг. — населённый пункт в составе Подольского района Московской области.
1963—1965 гг. — в составе Ленинского укрупнённого сельского района Московской области.
С 2012 г. — в составе города Москвы.